# یواس‌اس کینگ‌فیشر (ام‌اچ‌سی-۵۶)
یواس‌اس کینگ‌فیشر (ام‌اچ‌سی-۵۶) (به انگلیسی: USS Kingfisher (MHC-56)) یک کشتی است که طول آن ۱۸۸ فوت (۵۷ متر) می‌باشد. این کشتی در سال ۱۹۹۴ ساخته شد.